# Boing! Docomodake DS
Boing! Docomodake DS est un jeu vidéo de plates-formes et de réflexion développé par Suzak et édité par AQ Interactive, sorti en 2007 sur Nintendo DS.
Il met en scène la mascotte de NTT DoCoMo.

## Accueil
- IGN : 7,5/10[1]